# James Crumley
James Arthur Crumley (Three Rivers, Texas, 12 de octubre de 1939 – Missoula, Montana, 17 de septiembre de 2008), conocido como James Crumley, fue un escritor de novela negra y profesor universitario estadounidense.
Aunque en vida no consiguió tener demasiado éxito ni entre la crítica, ni entre el público en general -con la excepción de Francia-, tras su muerte ha sido reivindicado como uno de los grandes clásicos de finales del siglo xx y principios del xxi, sobre todo por sus compañeros de profesión. Se le valora como un escritor de culto, sobre todo en Estados Unidos y Reino Unido.
Su obra más conocida The Last Good Kiss (El último beso) está considerada uno de los grandes clásicos del último cuarto del siglo xx, y la revolución más importante en el género desde Dashiell Hammett.

## Biografía
Crumley nació y se crio en el sur de Texas, dentro de una familia de clase media-baja. Su padre trabajaba en campos petrolíferos y su madre era camarera.A pesar de ello, como era buen estudiante y destacaba jugando a fútbol americano, consiguió una beca para estudiar Ingeniería en el Instituto Tecnológico de Georgia, pero se enroló en el Ejército al cabo de un año, cumpliendo su servicio entre 1958 y 1961, periodo en que fue destinado a las Filipinas.
Tras regresar a casa, continuó sus estudios, pero ahora en Historia, licenciándose en 1964 en la Universidad de Texas A&M. Tras eso obtuvo un máster de Bellas Artes  en el Iowa Writers'Workshop en 1966, estudiando junto a escritores como Kurt Vonnegut, Richard Yates y Nelson Algren. Su tesis se convirtió en su primer libro publicado , One to Count Cadence, una rareza dentro de su producción ya que es su única novela bélica, pero a la que consiguió dotar de fuerza y autenticidad gracias a los veteranos de Vietnam que había conocido durante su estancia en el sudeste asiático. 
Tras incorporarse a la Universidad de Montana para dar clases de Inglés, descubrió la escritura de Raymond Chandler y Ross Macdonald, y decidió que la escritura de novela negra era su vocación. 
Durante las décadas de 1970 y 1980, además de escribir, dio clases de Inglés en varias universidades como las de Arkansas, Montana, Colorado y Texas. También probó suerte en Hollywood, y participó en varios proyectos, pero al parecer ni una sola palabra escrita por Crumley llegó a la gran pantalla.
Se casó cinco veces y tuvo cinco hijos, tres de su segundo matrimonio y dos del cuarto.
En su vida privada Crumley era un hombre dado a los excesos: a mediados de la década de 1980 se trasladó a vivir definitivamente a Missoula (Montana), y afirmaba que su quinta esposa lo había serenado, ya no se metía en peleas de bar ni acababa la noche en un calabozo. Sin embargo hasta sus últimos días siguió siendo un gran bebedor de whisky y consumidor bastante habitual de cocaína.
James Crumley falleció por complicaciones renales y respiratorias tras años con problemas de salud.  Tras su muerte sus amigos y su bar preferido le rindieron homenaje reservándole permanentemente su asiento preferido.

## Obra
El estilo de James Crumley era realmente particular. Está considerado un cruce entre Raymond Chandler, Jim Thompson, Edward Bunker y Hunter S. Thompson. No utiliza palabras de más, no le gustan las florituras.
En sus novelas hay una mezcla de ternura, melancolía, sexo, violencia, resentimiento de clase baja, amor, drogas, muerte, infidelidad, traición...  Todo ello dará como resultado una escritura áspera, sólida y potente pero a la vez poética.   Algunos lo sitúan dentro del country noir.
En sus tramas es posible hallar algunas incongruencias, pero lo que importa no es resolver un crimen, tanto como hablar de la desesperación de gente que está viviendo el profundo cambio producido en USA tras la derrota en Vietnam.    Como ocurría con Chandler es más importante el estilo y los personajes que la trama.
Pero eso no impide a Crumley dotar a su obra de ironía y humor, incluso los utiliza para meterse con parte de la sociedad (hippies, escritores, guionistas...).   

### Personajes
Los personajes retratados por Crumley son bastante extremos. Acostumbran a beber alcohol y drogarse en grandes cantidades, pero como diversión.  En algunas de sus obras los personajes son veteranos de la Guerra de Vietnam con diversos trastornos y poco aprecio por sus vidas, lo que les lleva a cometer cualquier locura sólo por diversión. 
Acostumbran a ser perdedores, desplazados por la sociedad o, simplemente, gente que no llegó a cumplir sus sueños, y cuya lucha es sobrevivir. Trabajan y comen, pero sobre todo se emborrachan y se drogan, para escapar de esa realidad. 
Respecto a sus personajes principales, Crumley creó dos detectives que fueron protagonistas de casi toda su producción: C. W. (Chauncey Wayne) Sughrue y Milo (Milton Chester) Milodragovitch. Parecen ser dos caras de una misma moneda, pues se parecen en muchos aspectos: bebedores, cocainómanos y mujeriegos, aunque quizás se pueda considerar a Milo como un poco más humano y tierno, y a Sughrue como más cínico e inestable. 

### The Last Good Kiss
Está protagonizada por Sughrue y es una mezcla entre novela negra y road movie.
Es la obra más conocida de James Crumley. Algunos de los mejores escritores de novela negra posteriores a Crumley (y que reconocen su influencia) la consideran como una revolución dentro del género negro: Dennis Lehane, Michael Connelly, George Pelecanos e Ian Rankin.
Su inicio está considerado como uno de los mejores de toda la historia de la novela negra:  

When I finally caught up with Abraham Traherne, he was drinking beer with an alcoholic bulldog named Fireball Roberts, in a ramshackle joint just outside of Sonoma, California, drinking the heart right out of a fine spring afternoon.
Cuando finalmente encontré a Abraham Traherne , estaba bebiendo cerveza con un bulldog alcohólico llamado Fireball Roberts, en un local destartalado en las afueras de Sonoma, California, bebiendo el corazón de una hermosa tarde de primavera.
James Crumley, The Last Good Kiss

## Obra publicada
| Título                      | Año  | Traducción                         | Editorial                  | Notas                                                                        |
| --------------------------- | ---- | ---------------------------------- | -------------------------- | ---------------------------------------------------------------------------- |
| One to Count Cadence        | 1969 | Uno que marque el paso             | Júcar, 1990                | Novela bélica                                                                |
| The Wrong Case              | 1975 | Un caso equivocado                 | Júcar, 1990                | Protagonizada por Milo Milodragovitch                                        |
| The Last Good Kiss          | 1978 | El último buen beso El último beso | RBA, 2011 Salamandra, 2020 | Protagonizada por C. W. Sughrue                                              |
| Dancing Bear                | 1983 | -                                  | -                          | Protagonizada por Milo Milodragovitch                                        |
| Whores                      | 1988 | -                                  | -                          | Libro de relatos                                                             |
| Muddy Fork and Other Things | 1991 | -                                  | -                          | Relatos y ensayos                                                            |
| The Mexican Tree Duck       | 1993 | El pato mexicano                   | RBA, 2013                  | Protagonizada por C. W. Sughrue Dashiell Hammett Prize 1994                  |
| Bordersnakes                | 1996 | -                                  | -                          | Protagonizada por C. W. Sughrue y Milo Milodragovitch                        |
| The Final Country           | 2001 | -                                  | -                          | Protagonizada por Milo Milodragovitch Finalista del Silver Dagger Award 2002 |
| The Right Madness           | 2006 | -                                  | -                          | Protagonizada por C. W. Sughrue                                              |